# Fiona Cribb
Fiona Dorothy Cribb es una deportista canadiense que compitió en triatlón. Ganó una medalla de bronce en los Juegos Panamericanos de 1995 en la prueba femenina individual.

## Palmarés internacional
| Juegos Panamericanos | Juegos Panamericanos      | Juegos Panamericanos | Juegos Panamericanos |
| Año                  | Lugar                     | Medalla              | Prueba               |
| -------------------- | ------------------------- | -------------------- | -------------------- |
| 1995                 | Mar del Plata (Argentina) | Medalla de bronce    | Individual           |